# 松永憲生
松永 憲生（まつなが けんせい、1947年5月9日 - ）は、日本のノンフィクション作家、ジャーナリスト。

## 来歴
静岡県生まれ。駒澤大学法学部卒業。
通信社で5年の記者活動。その後、独立。とくに司法・犯罪分野を中心に取材・執筆。
主な著書は『裁判官の内幕』、『冤罪・自民党本部放火炎上事件』、『怪物弁護士・遠藤誠のたたかい』など多数。
とりわけ、『空白の航跡』、『逆転無罪』（共著）は原案としてテレビ朝日でドラマ化された
。

## 主な著書
- 『裁判官の内幕』三一書房 1978.3
- 『空白の航跡 -「裁かれる空」の記録』講談社 1980.4
- 『還らざる出撃』社会批評社 Bigmanブックス 1984.8
- 『怯える殺し屋 -「殺人マシーン」と呼ばれた男の軌跡』JICC出版局 1985.9
- 『怯える殺し屋』宝島社 1985.10
- 『冤罪・自民党本部放火炎上事件』三一書房 1993.12
- 『怪物弁護士・遠藤誠のたたかい』社会批評社 1995.11
- 『裁判官を信じるな！』宝島社 2001.5
- 『怪物弁護士・遠藤誠のたたかい』増補版 社会批評社 2013.12.6

### 共著
- 『逆転無罪 - 宿直行員殺し』現代史出版会 1979.12 （大森勧銀事件参照）
- 『別冊宝島333　隣りの殺人者たち―彼や彼女はなぜ、人を殺したのか？』宝島社 1997.9.18 
  - 「尊属殺人事件　家族狩り」、「国選弁護人と殺人者　私の憤死する霊魂は必ず彼らを呪い殺す！」
- 『ヒューマン・ドキュメント　倒産！』宝島SUGOI文庫 2009.9.5